# Vlag van Koudum

Vlag van Koudum

De vlag van Koudum is de dorpsvlag van het Nederlandse dorp Koudum, in de Friese gemeente Súdwest-Fryslân. De vlag werd in de huidige vorm in 1994 geregistreerd. Het ontwerp van de vlag is van de hand van Hans van Heijningen.

## Beschrijving
De beschrijving van de vlag is als volgt:
Een broeking van blauw, met een lengte gelijk aan 3/5 van de vlaghoogte en een vlucht in vijf even hoge banen van rood-geel-rood-geel-rood, zo bedoeld, dat de onderste gele baan over de blauwe broeking doorloopt tot de broekzijde; in de broektop een gele zespuntige ster van 1/2 vlaghoogte.
De kleuren zijn afkomstig van het dorpswapen.

## Symboliek
- Blauwe broeking: beeldt de Fluessen uit.[3]
- Gele baan: beeldt de Galamadammen uit die door de Fluessen lopen.[3]

Ster: een zogenaamde "leidster", dit duidt op het feit dat Koudum de hoofdplaats was van de gemeente Hemelumer Oldeferd.